# Произведение Кулкарни — Номидзу
Произведение Кулкарни — Номидзу определяется для двух (0,2)-тензоров и даёт в результате (0,4)-тензор.
Это произведение позволяет выразить тензор кривизны с нулевым тензором Вейля через тензора кривизны Риччи.
Обычно обозначается {\displaystyle {~\wedge \!\!\!\!\!\!\bigcirc ~}}.

## Определение
Если {\displaystyle h} и {\displaystyle k} — (0,2)-тензоры, то произведение определяется как:
{\displaystyle h{~\wedge \!\!\!\!\!\!\bigcirc ~}k(X_{1},X_{2},X_{3},X_{4}):=h(X_{1},X_{3})\cdot k(X_{2},X_{4})+h(X_{2},X_{4})\cdot k(X_{1},X_{3})-}
{\displaystyle -h(X_{1},X_{4})\cdot k(X_{2},X_{3})-h(X_{2},X_{3})\cdot k(X_{1},X_{4})}
где Xj векторы основного пространства.

## Примеры
- Если риманово многообразие имеет постоянную секционную кривизну {\displaystyle k} то его тензор кривизны {\displaystyle R} выражается из метрического тензора {\displaystyle g} следующим образом:
{\displaystyle R={\frac {k}{2}}\cdot g{~\wedge \!\!\!\!\!\!\bigcirc ~}g}